# Roger Sanchez
Roger Sanchez, também conhecido por Roger S. e The S. Man, (Nova Iorque, 1 de Junho de 1967) é um popular DJ de house music americano, de descendência dominicana. Grande nome do gênero, possui muitos hits emplacados nas paradas europeias e mundiais.Atualmente suas principais linhas são o tech house, deep, jack, solfull, tech house e house roots.

## Biografia
É o mais velho de 2 irmãos, filho de Angela Almonte e Hugo Sanchez, imigrantes da República Dominicana. Roger sempre perseguiu uma carreira na música. Sanchez cursou o Instituto Pratt, buscando um diploma em arquitetura, mas seguiu o conselho de seu pai para descansar dos estudos para dedicar-se a ser DJ. Por fim, ele foi adiante para tocar nas maiores boates de Nova Iorque junto com David Morales e Danny Tenaglia, 
Do começo de sua carreira, tem batalhado para redefinir os limites da música underground house'. Sanchez toca em Ibiza todo verão. Atualmente, na lista internacional de melhores DJs, Sanchez está na 19.ª posição. Na lista da DJ Magazine de 2007, Sanchez aparecia em 25.º lugar. 

## Discografia

### Álbuns e compilações
- Mix MAG Live! vol. 16: Americana (by Roger S. & DJ Pierre)(1994)
- Roger S. Presents (1995)
- Roger S.  Mega Mix (1995)
- Hard Times The Album (1995)
- House Music Movement (1998)
- United DJs of America, Vol. 8: New York City (DJs compilation) (1998)
- S-Man Classics: The Essential Sanchez Mixes (1998)
- Maximum House & Garage (1999)
- Ministry of Sound, Vol. 11(DJs Compilation) (2000)
- First Contact (2001)
- Release Yourself (2002)
- Release Yourself '03 (2003)
- Release Yourself '04 (2004)
- Release Yourself 4 (2005)
- Release Yourself 5 (2006)
- Release Yourself 6 (2007)
- Come With Me (2006)
- Choice: A Collection Of Classics (2007)

### Singles
- "Illegal" EP (1994)
- "Strictly 4 The Underground" (1995)
- "Release Yo Self" (1996)
- "Deep" (1997)
- "Funky And Fresh" (1998) (feat. Gerald Elms Present The International Posse)
- "I Want Your Love" (US edition) (1998)
- "1999" (1999)
- "I Want Your Love (remixes)" (1999 by Roger S. Present Twillight)
- "I Never Knew" (2000 #24 no Reino Unido)
- "Another Chance" (2001 #1 no Reino Unido)
- "You Can't Change Me" (2001 #25 no Reino Unido) (feat. Armand van Helden & N'Dea Davenport)
- "Nothing 2 Prove" (2002) (feat. Sharleen Spiteri)
- "Turn On The Music" (2005)
- "Lost" (2006)
- "Not Enough" (2007)
- "Again" (2007)
- "Bang That Box" (2008) (feat. Terri B!)

### Remixes selecionados
- Alicia Keys - Butterflyz (2002)
- Anastacia - Paid My Dues (2002)
- Jamiroquai - High Times (1997)
- Janet Jackson - Love Will Never Do (Without You) (1996)
- Kylie Minogue - In Your Eyes (2002)
- Madonna - Get Together (2006)
- Michael Jackson - Dangerous (1997)
- No Doubt - Hella Good (2002)
- Free (2007)